# محوطه کاربز
محوطه کاربز مربوط به سده‌های میانه دوران‌های تاریخی پس از اسلام است و در شهرستان شاهرود، بخش بیارجمند، دهستان خوارتوران، شمال شرق روستای کاریز واقع شده و این اثر در تاریخ ۲۶ اسفند ۱۳۸۶ با شمارهٔ ثبت ۲۲۱۶۶ به‌عنوان یکی از آثار ملی ایران به ثبت رسیده است.